# Buggy (videojuego)
Buggy es un videojuego de carreras desarrollado y publicado por Gremlin Interactive en 1998, y publicado en Norteamérica por Fox Interactive. El juego fue lanzado en Norteamérica como Team Losi RC Racer debido a que tenía una licencia del fabricante de autos RC/equipo de carreras Team Losi.

## Jugabilidad
Los jugadores toman el control de uno de los 16 vehículos controlados a distancia. Para obtener un potenciador determinado, el jugador debe atravesar puertas de colores en un orden específico.

## Recepción
| Críticas Publicación Calificación PS PC AllGame [ 4 ] N/A Electronic Gaming Monthly 4.375/10 [ 5 ] [ 6 ] N/A Game Informer 7/10 [ 7 ] N/A GamePro [ 8 ] [ 9 ] N/A GameSpot 4.2/10 [ 10 ] N/A Hyper Magazine N/A 44% [ 11 ] IGN 5/10 [ 12 ] N/A Jeuxvideo.com 16/20 [ 13 ] 9/20 [ 14 ] Official PlayStation Magazine (EEUU) [ 15 ] N/A Puntuaciones de reseñas GameRankings 52% [ 16 ] N/A |              |              |
| Críticas |              |              |
| Publicación | Calificación | Calificación |
| Publicación | PS           | PC           |
| AllGame | [ 4 ]        | N/A          |
| Electronic Gaming Monthly | 4.375/10     | N/A          |
| Game Informer | 7/10         | N/A          |
| GamePro | [ 8 ] [ 9 ]  | N/A          |
| GameSpot | 4.2/10       | N/A          |
| Hyper Magazine | N/A          | 44%          |
| IGN | 5/10         | N/A          |
| Jeuxvideo.com | 16/20        | 9/20         |
| Official PlayStation Magazine (EEUU) | [ 15 ]       | N/A          |
| Puntuaciones de reseñas |              |              |
| GameRankings | 52%          | N/A          |

La versión de PlayStation recibió críticas mixtas según el sitio web de agregación de reseñas GameRankings. Next Generation dijo: "En pocas palabras, no hay una sola cosa positiva que decir sobre Team Losi. Es tan divertido como el último juego de Gremlin para PlayStation (Judge Dredd), y eso lo dice todo".